# Les Chroniques de Khëradön
Les Chroniques de Khëradön constituent une trilogie de fantasy écrite par Chris Debien. Éditées aux éditions Hachette Livre, le premier tome, L'Éveil du roi, est paru le 3 novembre 2008. Le second tome est paru le 13 mai 2009 et le troisième est prévu pour la fin de l'année 2009.

## Thème
Les Chroniques de Khëradön narrent l'histoire d'une poignée de personnages : le jeune monarque Luther Khëradön, Arax, magicien et ami de Luther, Maë dont Luther est fou amoureux, Yana, shawak des landes désertiques, Yarël, soldat des troupes de Khëradön, Hämön, général de Luther et Loulïn, jeune Faëlin.

## Critiques
L'originalité de la trilogie réside essentiellement dans le choix d'un mode narratif en rupture par rapport avec les récits classiques de fantasy et s'inspirant de celui de la série télévisée Heroes. De plus, contrairement à la production habituelle, l'auteur aborde la sensualité sans faux-semblant. Enfin, un soin tout particulier est apporté au développement de la psychologie des personnages.